# Einwinkzeichen

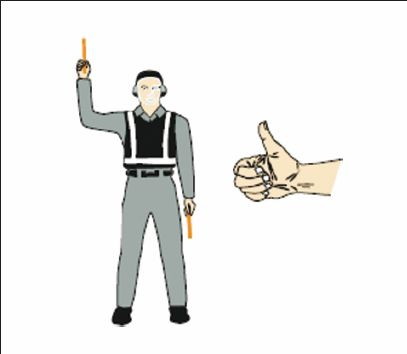
Einwinkzeichen: „Bestätigung/Alles klar“

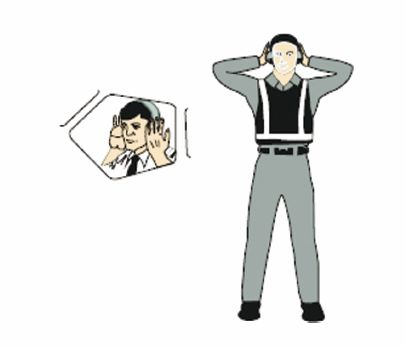
Einwinkzeichen: „Mittels Gegensprechanlage Kontakt aufnehmen“

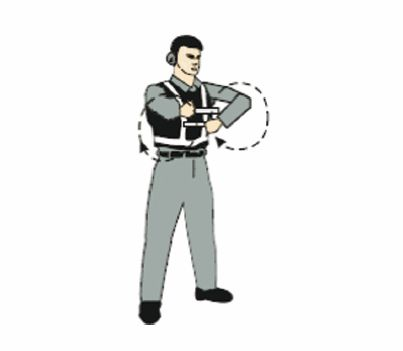
Einwinkzeichen: „Rückwärts“

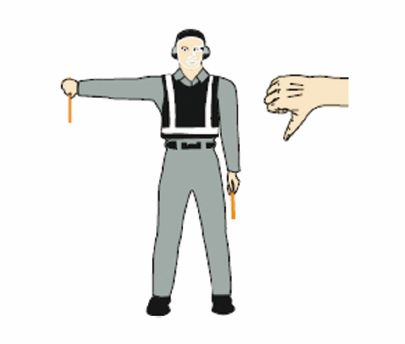
Einwinkzeichen: „Negativ“

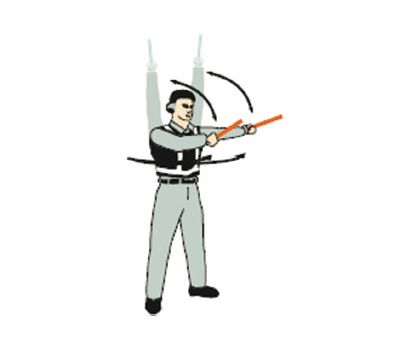
Einwinkzeichen: „Zeichen des nächsten Einwinkers oder Anweisungen der Flugplatz-/Rollkontrolle beachten“

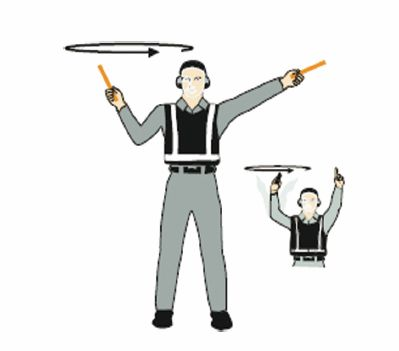
Einwinkzeichen: „Triebwerk(e) anlassen“

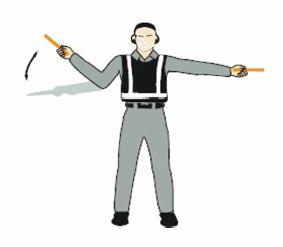
Einwinkzeichen: „Nach rechts drehen“ (vom Piloten aus gesehen)

Einwinkzeichen (engl.: marshalling signals; franz.: signaux de circulation au sol) sind standardisierte Handzeichen zur nonverbalen Kommunikation auf Flug- und Lande-/Startplätzen.

## Rechtliche Grundlage
In der Europäischen Union wurde für die Standardisierung der Einwinkzeichen unter anderem die Durchführungsverordnung (EU) Nr. 923/2012 (kurz englisch Standardised European Rules of the Air, SERA) von der Europäischen Kommission erlassen. Gemäß Anlage 1 dieser Durchführungsverordnung können diese Handzeichen in Einwinkzeichen und in Standardzeichen für Notsituationen unterteilt werden.
Die Durchführungsverordnung (EU) Nr. 923/2012 standardisiert, wie die bereits zuvor bestehenden ICAO-Verpflichtungen innerhalb des einheitlichen europäischen Luftraums umgesetzt werden sollen.
In Anlage 1 der SERA-Verordnung (SERA VO) sind die Signale im Flugverkehr geregelt. Dabei wird unterschieden in
- Notsignale (Anlage 1, Pkt. 1.2),
- Dringlichkeitssignale (Anlage 1, Pkt. 1.3) und
- Warnsignale (Anlage 1, Pkt. 2) bzw.
- Signale für den Flugplatzverkehr (Anlage 1, Pkt. 3). Die Signale für den Flugplatzverkehr wiederum werden unterteilt in:
  - Licht- und Feuerwerkssignale (Anlage 1, Pkt. 3.1),
  - Bodensignale (Anlage 1, Pkt. 3.2) und die
  - Einwinkzeichen (Anlage 1, Pkt. 4),
  - Standardzeichen für Notsituationen (Anlage 1, Pkt. 5).

## Einwinkzeichen
Einwinkzeichen gemäß Anlage 1, Pkt. 4 der SERA-Verordnung sind Handzeichen zur nonverbalen Kommunikation. Diese werden unterteilt in Einwinkzeichen, die
- vom Einwinker (Marshaller) an das Luftfahrzeug (Anlage 1, Pkt. 4.1),
- vom Piloten eines Luftfahrzeugs an einen Einwinker (Anlage 1, Pkt. 4.2) gegeben werden, sowie
- Hinweise der Technik/Instandhaltung (Anlage 1, Pkt. 4.3).

### Vom Einwinker an das Luftfahrzeug
Die Einwinkzeichen vom Einwinker (Bodenpersonal) an das Luftfahrzeug umfassen 34 Einwinkzeichen für alle Luftfahrzeuge, es sind jedoch nur solche anzuwenden, die für das entsprechende Luftfahrzeug einschlägig sind (z. B. für Hubschrauber). Die Einwinkzeichen sind in Blickrichtung zum Luftfahrzeug und im Blickfeld des Piloten zu geben:
1. bei Starrflüglern vor der linken Seite des Luftfahrzeugs,
2. bei Hubschraubern so zu geben, dass der Einwinker für den Piloten am besten zu sehen ist,

wobei jedoch der Einwinker vor Anwendung der Handzeichen sicherstellen muss, dass der Bereich, in dem das Luftfahrzeug gelotst werden soll, frei von Hindernissen ist, mit denen das Luftfahrzeug zusammenstoßen könnte (SERA-VO, Anlage 1, Pkt. 4.1.2.).

### Vom Piloten eines Luftfahrzeugs an einen Einwinker
Die Einwinkzeichen des Piloten an das Bodenpersonal (Einwinker) unterscheiden sich wegen der räumlichen Enge im Cockpit maßgeblich von den rechts dargestellten Einwinkzeichen des Bodenpersonals. Diese Signale sind vom Piloten im Cockpit so zu verwenden, dass dessen Hände für den Einwinker (Bodenpersonal) deutlich sichtbar sind. Gegebenenfalls muss eine Lichtquelle verwendet werden, damit die Einwinkzeichen des Piloten an das Bodenpersonal für den Einwinker gut erkennbar sind (SERA-VO, Anlage 1, Pkt. 4.2.1.).
Es werden fünf Einwinkzeichen des Piloten an das Bodenpersonal unterschieden:
- Bremsen sind angezogen: Arm und Hand werden waagerecht vor dem Gesicht gehalten; die Finger der Hand sind ausgestreckt und werden zur Faust geschlossen (SERA-VO, Anlage 1, Pkt. 4.2.1.1.b).
- Bremsen sind gelöst: Der Arm wird waagerecht vor dem Gesicht gehalten; die Hand ist zur Faust geschlossen und wird geöffnet (SERA-VO, Anlage 1, Pkt. 4.2.1.1.b).
- Bremsklötze vorlegen: Die Arme werden seitlich ausgestreckt und mit den Handflächen nach außen vor dem Gesicht gekreuzt (SERA-VO, Anlage 1, Pkt. 4.2.1.2.a).
- Bremsklötze entfernen: Die Arme werden vor dem Gesicht gekreuzt und mit den Handflächen nach außen seitlich ausgestreckt (SERA-VO, Anlage 1, Pkt. 4.2.1.2.b).
- Fertig zum Anlassen der Triebwerke: Die Anzahl der ausgestreckten Finger einer Hand gibt die entsprechende Nummer des anzulassenden Triebwerks an (SERA-VO, Anlage 1, Pkt. 4.2.1.3.a).

### Im Zusammenhang mit Hinweisen der Technik/Instandhaltung
Die standardisierten Einwinkzeichen (siehe oben) sind nur zu verwenden, wenn eine Sprachkommunikation für Hinweise der Technik/Instandhaltung nicht möglich ist (SERA-VO, Anlage 1, Pkt. 4.3.1).

### Standardzeichen für Notsituationen
Diese vier Standardzeichen für Notsituationen gemäß Anlage 1, Pkt. 5 der SERA-Verordnung sind einfache Handzeichen für die Kommunikation in Notsituationen zwischen dem Einsatzleiter/den Feuerwehrleuten des Rettungs- und Feuerbekämpfungsdienstes und der Flugbesatzung und/oder Kabinenbesatzung. Es sind diese Handzeichen Mindestanforderungen vorgeschrieben und sollen von der linken Vorderseite des Luftfahrzeugs aus gegeben werden.

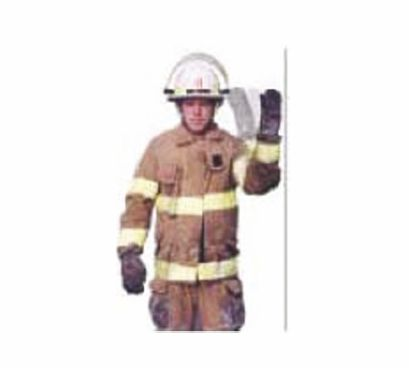
Evakuierung empfohlen
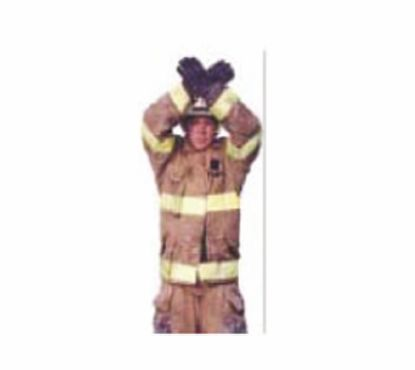
Stopp empfohlen
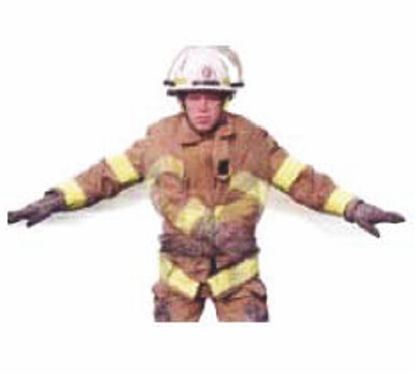
Notsituation beherrscht
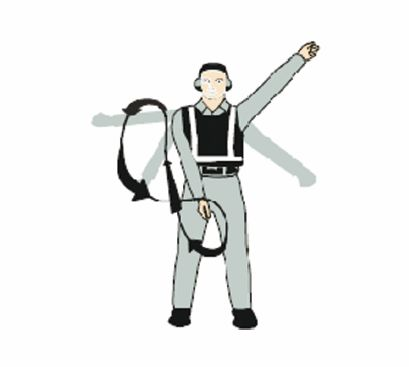
Feuer